# Hulgi, Koppal
Hulgi là một làng thuộc tehsil Koppal, huyện Koppal, bang Karnataka, Ấn Độ.